# أرمينيوس (دارعة)
الدارعة أرمينيوس (بالألمانية: SMS Arminius) دارعة حربية تابعة للبحرية البروسية، ولاحقا للبحرية الإمبراطورية الألمانية. تم تصميم السفينة من قبل الكابتن في البحرية الملكية البريطانية كوبر كوليس وبنيت من قبل حوض بناء السفن سامودا براذرز في بلندن اشترت مملكة بروسيا السفينة خلال حرب شليسفيغ الثانية ضد الدنمارك، إلا أن السفينة لم تُسَلم إلا بعد انتهاء الحرب. كانت السفينة مسلحة بأربعة مدافع من عيار 21 سنتيمتر (8.3 بوصة). سميت الدارعة باسم أرمينيوس تيمنا بالقائد العسكري أرمينيوس الذي انتصر على الجيش الروماني في معركة غابة تويتوبورغ.
عملت أرمينيوس كسفينة دفاع ساحلي للسنوات الست الأولى من خدمتها مع البحرية البروسية. كما شاركت في الحروب النمساوية البروسية والفرنسية البروسية خلال حروب توحيد ألمانيا وبعد الحرب، تم سحب أرمينيوس من خدمة الخطوط الأمامية واستخدمت في مجموعة متنوعة من الأدوار الثانوية، بما في ذلك سفينة تدريب لطواقم غرفة المحرك Blücher. تم بيع السفينة في نهاية المطاف في عام 1901 وتم تفكيكها كخردة في العام التالي.

## التصميم

### الخصائص العامة والتجهيزات
صممت الدارعة أرمينيوس من قبل النقيب كوبر كوليس،  وهو ضابط في البحرية الملكية البريطانية  كان تصميم الدارعة أرمينيوس متطابقًا تقريبًا مع الدارعة الدنماركية «رولف كراك والتي صممها أيضًا النقيب كولز.  بنيت السفينة بهيكل حديدي واحتوت على ثماني حجرات مقاومة للماء. بلغ طول السفينة 63.21 مترا وعرضها 10.90م وغاطسها 4.55م ويبلغ حجم الإزاحة للسفينة 1,829 طن
طاقم السفينة يتآلف من عشرة ضباط و122 مجندا. وتحمل السفينة عددا من القوارب الصغيرة، زودت السفينة بمحرك واحد أحادي الشوط من اسطوانتين تم بناؤه بواسطة J. Penn &amp; Sons، Greenwich. يتصل بالمحرك بمروحة واحدة ثنائية الشفرة بقطر 3.96 متر (13 قدم 0 بوصة). كما يوجد أربعة غلايات وفرت البخار للمحرك. تم بناء الغلايات أيضًا بواسطة J Penn & Sons، Greenwich، وتم ترتيبها في غرفة مرجل واحدة. تم توفير الطاقة الكهربائية المحدودة بواسطة مولد واحد، والذي تم توفير 1.9   كيلووات في 55   فولت. تم تجهيز السفينة بجهاز حفر مركب شراعي بمساحة 540   متر مربع.  تم تقييم نظام الدفع بـ 1,200 indicated حصان (890 كـو) وسرعة قصوى تبلغ 10 عقدة (19 كم/س؛ 12 ميل/س)، على الرغم من التجارب، وصلت Arminius 1,440 indicated حصان (1,070 كـو) و11.2 عقدة (20.7 كم/س؛ 12.9 ميل/س). تحمل السفينة 171 طن متري (168 طن كبير؛ 188 طن صغير) من الفحم، مما يسمح لها بقطع مسافة 2,000 ميل بحري (3,700 كـم؛ 2,300 ميل) بسرعة ابحار 8 عقدة (15 كم/س؛ 9.2 ميل/س). 

### التسلح والدروع
سلحت الدارعة أرمينيوس بأربعة مدافع من عيار 210 ملم مع 332 قذيفة، فيما يتضمن تدريع أرمينيوس من الحديد المطاوع المدعوم بآلواح من خشب الساج. كان برج conning محميًا بـ 114 مليمتر (4.5 بوصة) من الحديد المطاوع على 229 مليمتر (9.0 بوصة) من خشب الساج. تراوحت الحزام المدرعة بسمك 76 مليمتر (3.0 بوصة) من الحديد على القوس ومؤخرة إلى 114   mm amidships، كامل طولها كان مدعوما بـ 229   مم من خشب الساج. البرجين كانت مدرعة مع 114   مم من الحديد على 406 مليمتر (16.0 بوصة) من الأخشاب. 

## سجل الخدمة

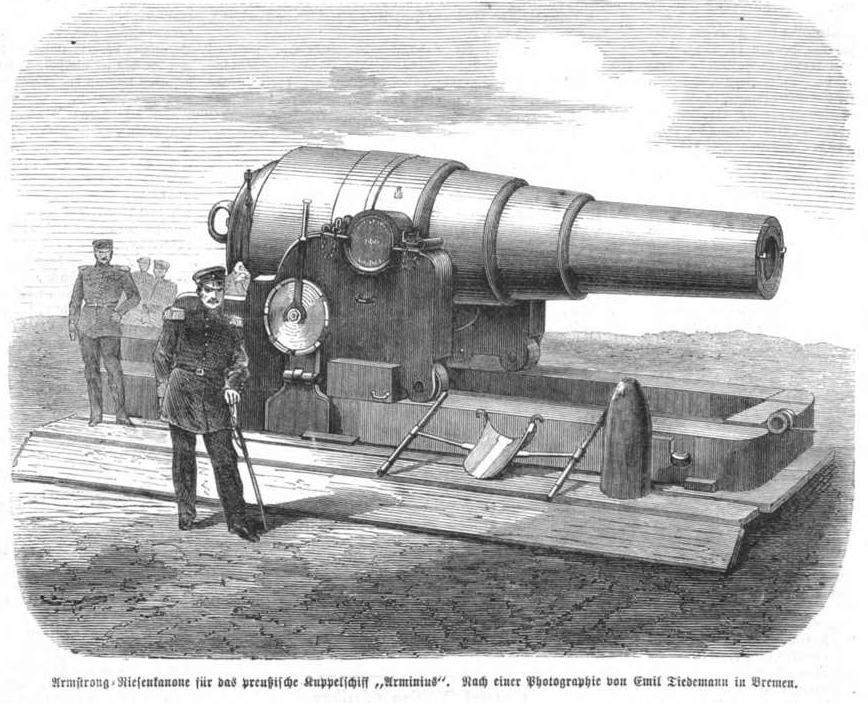
أحد مدافع أرمينيوس

تم بناؤها بواسطة حوض بناء السفن سامودا براذرز في لندن كمشروع مضاربي، ربما لبيعه إلى البحرية الكونفدرالية.  بدأ بناء السفينة في عام 1863 وانزلت للبحر في 20 أغسطس 1864.  اشترت بروسيا السفينة في 20 أغسطس 1864، وكلفت بها في 22 أبريل 1865 كرسالة نصية قصيرة SMS Arminius.  تأخر التسليم من قبل الحكومة البريطانية. كان البريطانيون متعاطفين مع الدنمارك، التي كانت آنذاك تخوض حربًا مع بروسيا والنمسا.  وبالتالي منع البريطانيون من تسليم السفينة إلى ما بعد انتهاء الحرب. بلغت تكلفة السفينة التي بلغت حوالي 1,887,000   مارك ألماني، تم دفع جزء منها عن طريق التبرعات العامة.  خدم Arminius كسفينة للدفاع عن الميناء لمدة ست سنوات، حتى عام 1871.  إلى جانب كبح حديد Prinz Adalbert، كانت Arminius أول سفينة حربية مدرعة حصلت عليها البحرية البروسية. 
عند اندلاع الحرب النمساوية البروسية في منتصف عام 1866، حشدت البحرية البروسية الدارعة أرمينيوس مع الدارعة برينس ألبرت وهما الدارعتان الوحيدتان بالبحرية. تمركزت السفن في البداية في كيل، ولكن في الأيام الأولى من الحرب، سارع أرمينيوس إلى هامبورغ عبر سكاجيراك وكاتيغات، قاطعا مسافة 940 ميل بحري (1,740 كـم؛ 1,080 ميل) في 100   ساعة، إنجازا رائعا لسفينة حربية في وقت مبكر.  بدون تهديد بحري من النمسا، ركزت البحرية البروسية جهودها ضد مملكة هانوفر. خلال الفترة المتبقية من النزاع، عملت Arminius خارج بريمرهافن، تحت قيادة رينولد فون فيرنر، وأدى مجرد ظهور Arminius إلى استسلام العديد من البطاريات الساحلية Hanoverian.  في 15 يونيو، قام أرمينيوس وزوج من الزوارق الحربية، Tiger Cyclop، بتغطية عبور نهر إلب بواسطة الجنرال إدوين فون مانفوفيل وحوالي 13500 جندي لمهاجمة مدينة هانوفر.   بحلول نهاية الشهر، كان الجيش البروسي قد هزم النمساويين بشكل حاسم في Königgrätz وأنهى الحرب.  في 3 أكتوبر 1866، كانت السفينة تسابق السفينة الأمريكية USS Miantonomoh التابعة للبحرية USS Miantonomoh في كييل. كان Arminius عقدة اثنين أسرع من السفينة الأمريكية.  في عام 1870، أزيلت السفينة منصة الإبحار. 
عند اندلاع الحرب الفرنسية البروسية في الفترة ما بين 1870-1871، ركزت البحرية البروسية أرمينيوس والفرقاطات المدرعة Kronprinz Friedrich Carl König Wilhelm في قاعدة ويلهامشافن البحرية في بحر الشمال.  كانت أرمينيوس متمركزة في كيل عند اندلاع الحرب، لكنها تمكنت من اختراق الحصار الفرنسي عن طريق تعانق الساحل السويدي، وهو ما سمح لها بمشروعها الضحل. كما أدى مرورها عبر المياه الإقليمية السويدية إلى حماية السفينة من الهجوم الفرنسي.  الرغم من التفوق البحري الفرنسي الكبير، فقد أجرى الفرنسيون تخطيطًا غير كافٍ قبل الحرب لشن هجوم على المنشآت البحرية البروسية، وخلصوا إلى أن ذلك لن يكون ممكنًا إلا بمساعدة دانمركية، وهو ما لم يكن متوقعًا.  قامت السفن الأربع، بقيادة نائب الأدميرال جاشمان، بتنفيذ طلعة هجومية في أوائل أغسطس عام 1870 إلى بنك دوجر، على الرغم من أنها لم تصادف أي سفن حربية فرنسية. بعد ذلك عانت الفرقاطات الثلاث المدرعة من مشكلة مزمنة في المحرك، والتي تركت Arminius وحدها للقيام بعمليات. 
قاد الكابتن أوتو ليفونيوس السفينة خلال الحرب. في أثناء الحرب، قامت بفرز الميناء من أربعين مرة ؛ فشلت هذه أيضًا في أن تؤدي إلى قتال كبير، على الرغم من أنها كانت تتداول أحيانًا الطلقات مع السفن الحربية الفرنسية المحاصرة.  بالنسبة لغالبية الحرب، تمركز أرمينيوس في مصب نهر إلب جنبا إلى جنب مع رام بردز أدلبرت رام الحديدي وثلاثة زوارق حربية صغيرة. بقيت الفرقاطات الثلاث المدرعة قبالة جزيرة فانجر أوخه.  في 11 سبتمبر، كانت الفرقاطات الثلاث جاهزة للعمل مرة أخرى ؛ انضموا إلى أرمينيوس في عملية كبيرة أخرى، رغم أنها أيضًا لم تواجه معارضة فرنسية. البحرية الفرنسية بحلول هذا الوقت عاد إلى فرنسا. 
بعد خروجها من خدمة بالخطوط الأمامية عام 1872، تم استخدامها كسفينة تدريب للمهندسين البحريين.  حتى خرجت من الخدمة في عام 1875 ووضعها في الاحتياطي.  سمح لها القوس كبش لها لاستخدامها كاسحة الجليد في كيل في 1880s. في عام 1882، تم استخدامها كمناقصة لسفينة تدريب المتدربين Blücher. أعيد بناء السفينة في عام 1888 ؛ أثناء التجديد، تم إصلاح نظام الدفع واستبداله بالمعدات الألمانية الصنع وتم تركيب كشافين. تم ضرب السفينة في نهاية المطاف من السجل البحري في 2 مارس 1901 وبيعت لكسارات السفن مقابل 72,000 مارك. تم تفكيك Arminius للخردة في العام التالي. 